# グルンディッヒ
グルンディッヒ（Grundig AG ）は、ドイツの家電機器メーカーである。マックス・グルンディッヒにより1945年にニュルンベルクで設立された。
1930年に設立されたラジオを販売する店であるFuerth, Grundig & Wurzer(RVF)が前身。第二次世界大戦後はドイツでのラジオの需要を認識して1947年にキットを発売した。工場と管理センターはフュルトに建設中だった。1951年には最初のテレビが新工場で生産され急速に普及した。同時にグルンディッヒはヨーロッパ最大のラジオ生産会社になった。部門はニュルンベルク、フランクフルト、カールスルーエに出来た。1960年にはグルンディッヒにとって初めてとなるドイツ国外生産（北アイルランドのベルファストにおけるテープレコーダーの生産）が開始された。
1972年にGmbHからAGへ変更した。

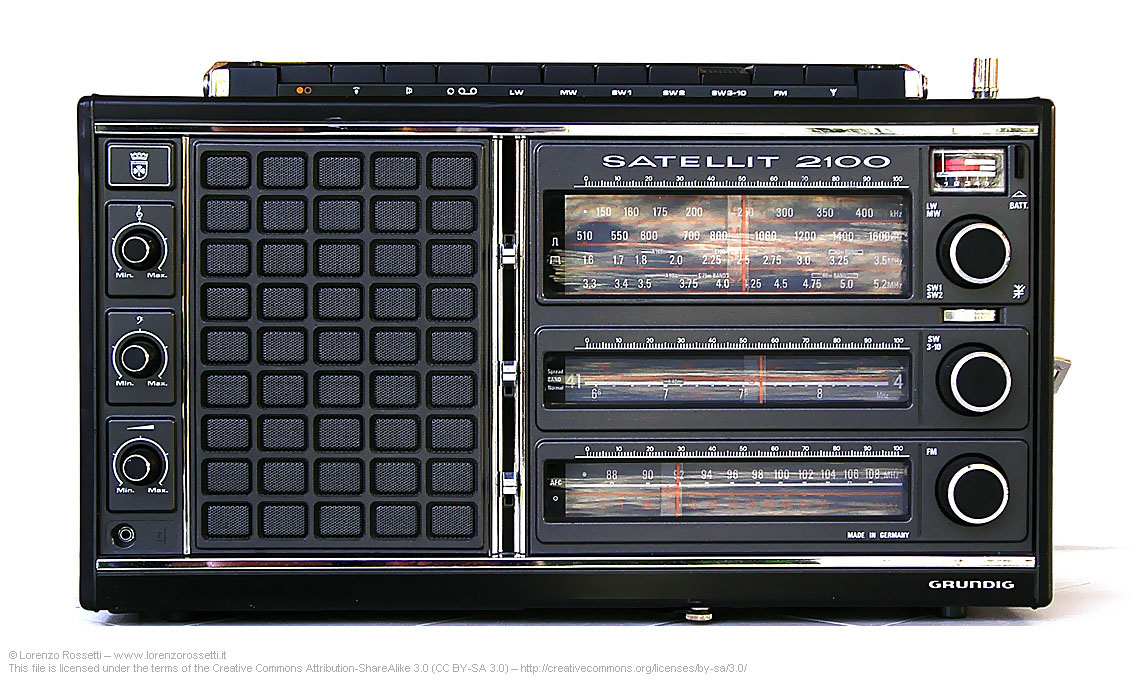
グルンディッヒのサテライト2100ラジオ受信機(1970年代初頭)

長年、フィリップスは主要な株主だったが1993年に経営を退いた。フィリップスは1998年、バーバリアのコンソーシアムへ売却した。
2000年末に本社をフュルトからニュルンベルクへ移した。2002年秋にはグルンディッヒは銀行からの融資を受けることが出来なくなり2003年4月には破産した。衛星機器部門はトムソンへ売却され、2004年、イギリスのAlba plc及びトルコのコチ財閥系のベコ・エレクトロニクスは共同でグルンディッヒの家庭用インターメディアシステムと民生用電子機器部門を買収した。2007年、Albaはベコ社へ5030万ドルで半分を売却した。グルンディッヒのイギリスでブランドは2010年まで使用を許諾され、オーストラリアにおいては2012年まで使用が許諾される。
アメリカ合衆国においてはグルンディッヒのブランドはカリフォルニア州パロアルトのイートン社が生産、販売している。スペインではGrupo Vitelcomが携帯電話をGrundig Mobileのブランドでライセンス生産している。自動車部品は自動車部品の会社であるデルファイ社がグルンディッヒブランドのラジオを生産している。
2007年、グルンディッヒ・モバイルはLinux搭載のU900と呼ばれる携帯電話を発表した。
2007年グルンディッヒのブランドはトルコのコチ財閥が経営権を握り、コチは白物家電のBeko Elektronikと民生用電子機器の部門の名称をGrundig Elektronik A.Ş.へ変えた。,さらに2009年2月27日Arçelik A.Ş.と合併すると宣言した。. 

## 関連
- コンパクトビデオカセット - VP-100 VTR